# Inoren Ero Ni
Inoren Ero Ni son un grupo de post-hardcore o emo fundado en Andoáin (País Vasco, España). Comenzaron haciendo hardcore pero que fueron abriendo la paleta estilística y relajando el tempo de las canciones.

## Historia
En 2002 Mikel, Eneko y Drake se juntaron con Borja (exguitarrista del grupo Purr) para ensayar nuevas canciones. Esto provocó que se propagaran rumores sobre una posible reunión de BAP!!, pero el grupo lo negó tajantemente y anunció el nacimiento de su nuevo proyecto: Inoren Ero Ni (nombre de estructura palindrómica).
Entraron en 2003 en los Estudios Garate para, de la mano de Kaki Arkarazo, grabar su primer disco, Inoren Ero Ni, publicado por la discográfica vasca Metak. Las mezclas finaleslas realizaron con Jesús Arispont (Def Con Dos) en los estudios Masterispoint de Madrid. El disco fue muy bien recibido por la prensa musical española, siendo destacado positivamente por las revistas Ruta 66, La Factoría del Ritmo o Todas las novedades.
Para las letras hay colaboraciones de Alberto Irazu («Bi miloi pixels»), Jon Arga («Ohean eta lasi»), Xabier Ansa («Basamortuan» e «Iparraldera») o Maialen Lujanbio («Ondo bizitzeko beldur»), así como una adaptación de «War» de los canadienses Subhumans («Gerra»). «Tanger» es una adaptación de unos versos escritos por el propio Borja, «Aurrez Aurre» está escrita por Drake y el resto de los textos son de Eneko. En la letra de «Iparraldera» se encuentran las frases que dan el nombre al grupo:

Eromena ez baita inorena

ez baita inoren monopolio bihurtuko.
La locura no es de nadie porque

no se convertirá en monopolio de nadie.

El grupo realizó una pequeña gira internacional por Europa y por España para presentar el álbum, con unos conciertos en los que los críticos se mostraron entusiastas:

«La actuación en sí deparó la interpretación de los temas del flamante CD más dos versiones de canciones de Shellac y Fidelity Jones, composiciones un tanto arriesgadas todas ellas, musicalmente hablando, que sonaron perfectamente conjuntadas, y a las que si tuviésemos que encuadrar en algún parámetro lo haríamos dentro de los de un hardcore... metafórico, por las imágenes sonoras que crearon, tan intensas como sugerentes: cosa de su originalidad, sus diferentes ambientes musicales y sus cambios de ritmos, principalmente, características que no dejaron indiferentes a los presentes.»

«[...] su presentación oficial en Bilbao queda para el recuerdo. Cualquier otra cosa similar se queda pequeña. Inoren Ero Ni ensombrecen a María Santísima.»

La gira les llevó por Alemania, Suiza y Francia, además de España.
Hasta 2007 no entraron a grabar su segundo álbum. Drake anunció al resto de componentes su deseo de abandonar el grupo. Durante el verano estuvieron de nuevo en los Estudios Garate con Kaki Arkarazo. Después de la grabación, Drake abandonó definitivamente el grupo. El resto de los miembros buscaron un nuevo bajista, encontrando a Mariano Hurtado (miembro de El Hombre Burbuja o Lazy Lizard).
Con Mario comenzaron a tocar por el País Vasco durante finales de 2007 y principios de 2008.

## Miembros
- Eneko Abrego - voz.
- Mariano (desde 2008) - bajo.
- Borja - guitarra.
- Iñaki "Guantxe" - batería y samplers.

### Miembros anteriores
- Drake (2002-2007) - bajo
- Mikel Abrego - batería

## Discografía

### Álbumes
- Inoren Ero Ni (Metak, 2004)
- Gronhölm (Bidehuts, 2008)
- Fosbury (Bidehuts, 2009)
- Fregoli (Bidehuts, 2011)

### Splits
- Coupages #1 (Bidehuts, 2009), sencillo compartido con Lisabö.